# Acrogonia stylata
Acrogonia stylata är en insektsart som beskrevs av Young 1968. Acrogonia stylata ingår i släktet Acrogonia och familjen dvärgstritar.
Artens utbredningsområde är Peru. Inga underarter finns listade i Catalogue of Life.